# Ilias Chair
Ilias Emilian Chair (ar. إلياس شاعر; ur. 30 października 1997 w Antwerpii) – marokański piłkarz grający na pozycji ofensywnego pomocnika. Jest synem Marokańczyka i Polki. Od 2017 jest piłkarzem klubu Queens Park Rangers.

## Kariera piłkarska
Swoją piłkarską karierę Chair rozpoczynał w juniorach takich klubów jak: Club Brugge (2007-2009), JMG Academy (2009-2014) i Lierse SK (2014-2015). W 2015 roku awansował do kadry pierwszego zespołu Lierse i 9 sierpnia 2015 zadebiutował w jego barwach w drugiej lidze belgijskiej w zremisowanym 1:1 wjazdowym meczu z KVV Coxyde. W zespole Lierse grał do końca 2016 roku.
Na początku 2017 roku Chair odszedł z Lierse do Queens Park Rangers, grającego w EFL Championship. Swój debiut w nim zanotował 2 grudnia 2017 w przegranym 0:1 wyjazdowym meczu z Preston North End. Natomiast 28 kwietnia 2018 w zwycięskim 3:1 domowym meczu z Birmingham City strzelił swojego pierwszego gola w barwach Queens Park Rangers.
31 stycznia 2019 Chair został wypożyczony do występującego w EFL League Two, Stevenage. Swój debiut w nim zaliczył 2 lutego 2019 w wygranym 1:0 domowym meczu z Yeovil Town. W Stevenage grał przez pół roku, po czym wrócił do Queens Park Rangers.
| Sezon   | Klub                | Kraj   | Rozgrywki       | Mecze | Gole |
| ------- | ------------------- | ------ | --------------- | ----- | ---- |
| 2015/16 | Lierse SK           | Belgia | Tweede klasse   | 2     | 0    |
| 2016/17 | Lierse SK           | Belgia | Eerste klasse B | 0     | 0    |
| 2016/17 | Queens Park Rangers | Anglia | Championship    | 0     | 0    |
| 2017/18 | Queens Park Rangers | Anglia | Championship    | 4     | 1    |
| 2018/19 | Queens Park Rangers | Anglia | Championship    | 4     | 0    |
| 2018/19 | Stevenage           | Anglia | League Two      | 16    | 6    |
| 2019/20 | Queens Park Rangers | Anglia | Championship    | 41    | 4    |
| 2020/21 | Queens Park Rangers | Anglia | Championship    | 45    | 8    |

## Kariera reprezentacyjna
W reprezentacji Maroka Chair zadebiutował 8 czerwca 2021 w wygranym 1:0 towarzyskim meczu z Ghaną, rozegranym w Rabacie. W 2022 roku został powołany do kadry na Puchar Narodów Afryki 2021. Na tym turnieju zagrał w jednym meczu grupowym, z Gabonem (2:2).